# Trigonotis guilielmii
Trigonotis guilielmii är en strävbladig växtart som beskrevs av Asa Gray, Gürke. Trigonotis guilielmii ingår i släktet Trigonotis och familjen strävbladiga växter. Inga underarter finns listade i Catalogue of Life.

## Bildgalleri

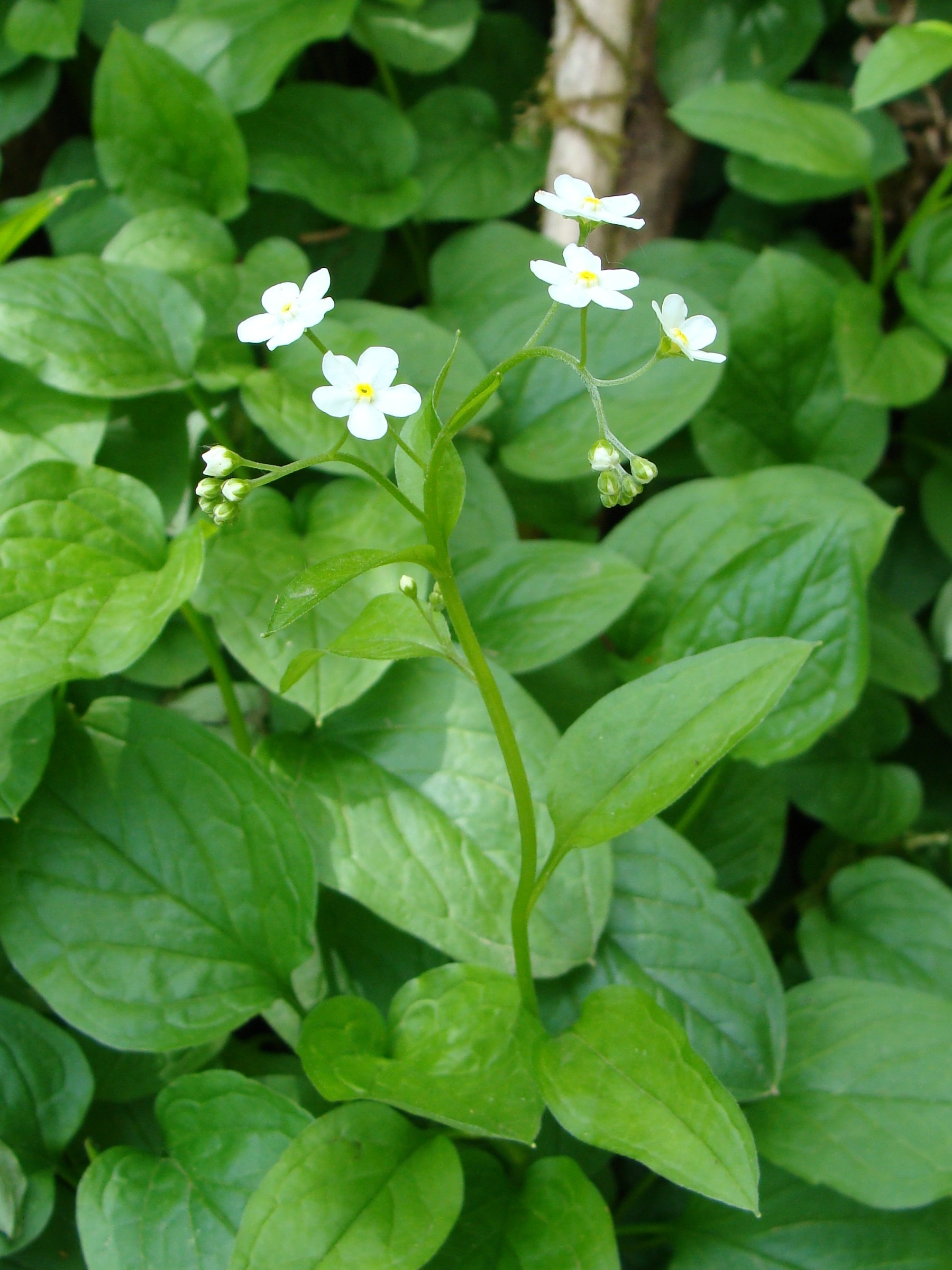